# Língua satawalesa
O Satawalês é uma língua Micronésia falada nas Ilhas Carolinas,  Estados Federados da Micronésia. É parcialmente inteligível com a língua mortlockesa.

## História
O Satawalês é uma língua falada na ilha de Satawal, Estados Federados da Micronésia. O idioma também é falado no estado Yap, atóis e ilhas próximas como Lamotrek, Woleai, Puluwat, Pulusuk, e Chuuk. Populações menores de falantes também podem ser encontradas em Saipan, a Comunidade das Ilhas Marianas do Norte e em algumas partes dos Estados Unidos. De acordo com um censo de 1987, o Satawalês é falado por cerca de 460 pessoas, porém, este número tem crescido, de acordo com uma contagem feita pelo pesquisador Kevin Roddy que relataram por cerca de 700 falantes em 2007.

## Classificação
Satawalese é identificado como língua Austronésia, sendo do subgrupo Truukic. Descoberta pelo estudioso Edward Quackenbush, o subgrupo Truukic é um grupo 17 de dialetos e línguas que ese estendem por cerca de 2.100 quilômetros através do Pacífico ocidental (Roddy, 2007). Essa cadeia começa em Chuuk no leste e vai até Sonsorol , em Palau no oeste. No centro desse continuum dialetal está o Satawalês. Usando o método comparativo, que envolve a observação de vocabulário, semelhanças e correspondências de som, os linguistas conseguiram ligar Satawalês bem como suas línguas irmãs a essa família linguística. Línguas irmãs do Satawalês incluem Caroliniano, Chuukes, Mapia, Mortlockes, Namonuito, Paafang, Puluwatese, Sonsorol, Tanapag, Tobiana, Ulithiana e Woleaiana.

## Fonologia

### Consoantes
O Satawalês apresenta13 consoantes específicas. /p/, /f/, /m/, /w/, /n/, /t/, /s/, /r/, /j/, /k/, /t͡ʃ/, /ŋ/, /ɻ/ (escrita - alfabeto latino)
A existência do fonema /g/ em Satawalês é debatida em Satawalese . Alguns estudiosos acreditam que o fonema a ser um alofone de  /k. Alguns sugerem que na linguagem Satawalese ambos os fonemas podem ser trocadas entre si, sem alterar o significado de uma palavra . Estudos opostos  sugerem que /g/ seja um fonema separado. Por causa da evidências que mostram o uso de um  /g / próprio na conversação Satawalesa, a sugestão de que ele é o seu próprio fonema tem uma posição mais forte .
O fonema Satawalês /l/ tem sido identificad como um alofone para o fonema / n / devido à influência das línguas vizinhas. O som / l / não está incluído no inventário fonema Satawalês, mas faz parte das linguagens semelhantes das proximidades. Esse som é compreendido para transmitir os mesmos significados que ofonema / n / produzir, mas em algumas línguas há casos em que os papéis não podem ser invertidas; / l / será capaz de tomar o lugar de / n / mas / n / não pode tomar o lugar de / l /.

### Vogais
O Satawalês apresenta nove vogais:/i/, /a/, /o/, /u/, /æ/, /ɛ/, /ʉ/, /ɞ/, /ɒ/.

## Amostra de texto
E pwe faen fitou aei aenganiuk pwe o pwe pweoipweokto noaumw saar ikine o pwe moa seokseok wiirh?
Português
Quantas vezes eu tenho que dizer pra você para trazer uma machete com você quando for colher bananas?

## Bilbliografia
- Roddy, Kevin M. (2007).  A Sketch Grammar of Satawalese, The Language of Satawal Island, 	Yap State, Micronesia.  Retrieved from The University of Hawai’i Manoa Scholarspace 	website:http://scholarspace.manoa.hawaii.edu/bitstream/handle/10125/20678/M.A.CB5.H3_3421_r.pdf?sequence=2.
- Satawalese.  Endangered Languages.  http://www.endangeredlanguages.com/lang/5426
- The Trukic Language Continuum in Night Thoughts of a Field Linguist (2005, May 12).  Message posted to http://fieldlinguistnotes.wordpress.com/2005/05/12/the-trukic-	language-continuum/.